# Deir el-Bahri
Deir el-Bahri (Arabisch: دير البحري dayr al-baḥrī, letterlijk “Klooster van de zee”) is een complex van dodentempels en tombes gelegen op de westoever van de Nijl tegenover de stad Luxor, het voormalige Thebe, in Egypte. Het eerste monument dat hier gebouwd werd was de dodentempel van Mentoehotep II van de 11e dynastie. Tijdens de 18e dynastie werd in Deir el-Bahri veel gebouwd door Amenhotep I en Hatsjepsoet.

## Dodentempels
In het dal bevinden zich drie dodentempels.

### Dodentempel van Mentoehotep II

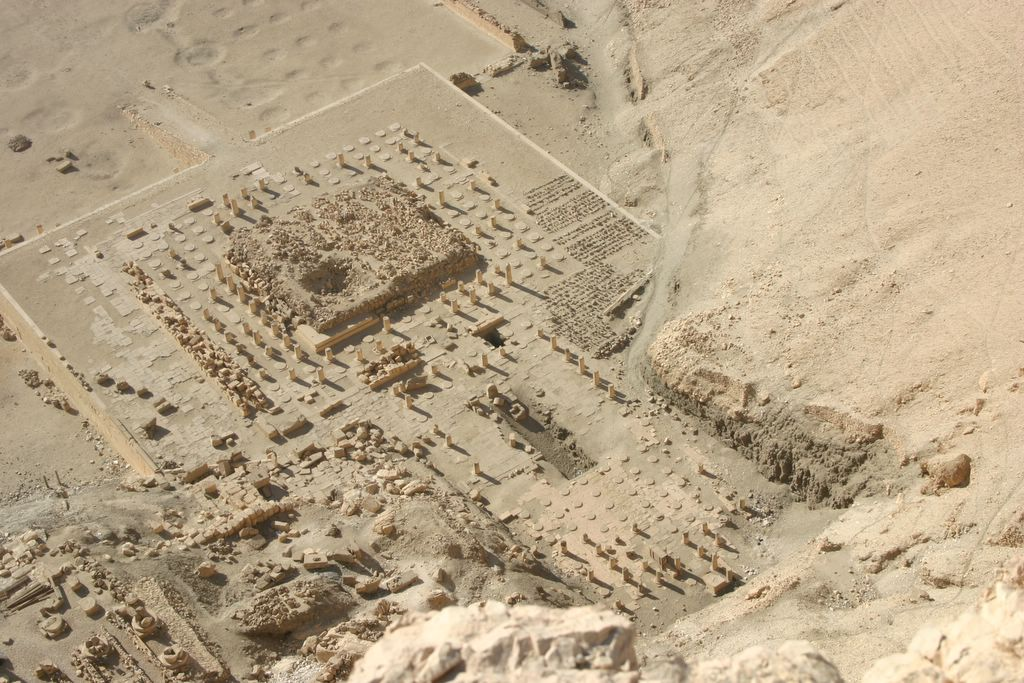
Dodentempel van Menthoehotep II, van bovenaf

De eerste koning van het Middenrijk, Nebhepetre Mentoehotep (bekend als Mentoehotep I of II in de lijsten van koningen) bouwde een gecombineerd dodentempel en grafcomplex in de rots bij Deir El-Bahri. De tempel heeft de naam Ach Soet Nebhepetra ("Prachtig zijn de plaatsen van Nebhepetre") en werd in 1860 ontdekt. De tempel bestond uit twee delen. Het voorste deel is gewijd aan Montu-Ra. Het achterste deel diende voor de verering van de farao.
De dodentempel is gemaakt van kalksteen en zandsteen. Het had een schuine zuilengalerij die leidde naar een geëffend terras, waar oorspronkelijk een klein bouwsel op stond. Dit bouwsel was omringd door een gang met pilaren. Achter het bouwsel was een open hof, dan achtereenvolgens een hal, een heilige plek en ten slotte de tombe van de farao. Een 150 meter lange tunnel leidt naar de schatkamer die 45 meter onder het open hof ligt. In de kamer stond een altaar waarop eens de houten kist van Nebhepetre Mentuhotep stond.

### Dodentempel van Hatsjepsoet

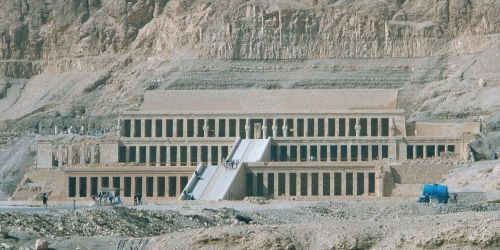
Dodentempel van Hatsjepsoet

Het belangrijkste van dit complex is de Djeser-Djeseroe ("Het subliemste van het subliemste"). Het werd ontworpen door Senenmoet, de koninklijke hofmeester en architect van Hatsjepsoet. Het diende als postuum eerbetoon aan Hatsjepsoet en ter ere van Amon en de andere goden.

### Dodentempel van Thoetmosis III

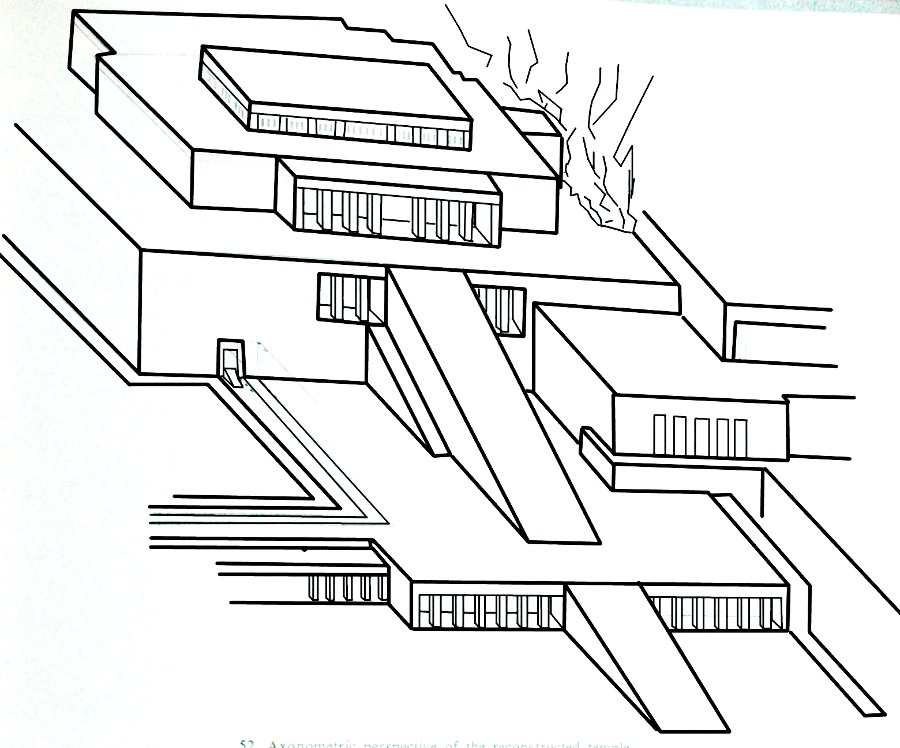
Dodentempel van Thoetmoses III

Thoetmosis III bouwde hier een tempelcomplex gewijd aan Amon. Het werd ontdekt in 1961 en werd, zo wordt verondersteld, gebruikt tijdens de Valleifeesten. Er is verder niet veel bekend over dit complex omdat het verlaten werd nadat het aanzienlijke schade had opgelopen tijdens een aardverschuiving gedurende de 20e dynastie. Hierna werd het gebruikt als bron van bouwmaterialen. In Christelijke tijden werd het gebruikt als een koptische begraafplaats.

## Deir el-Bahri als koninklijke bewaarplaats

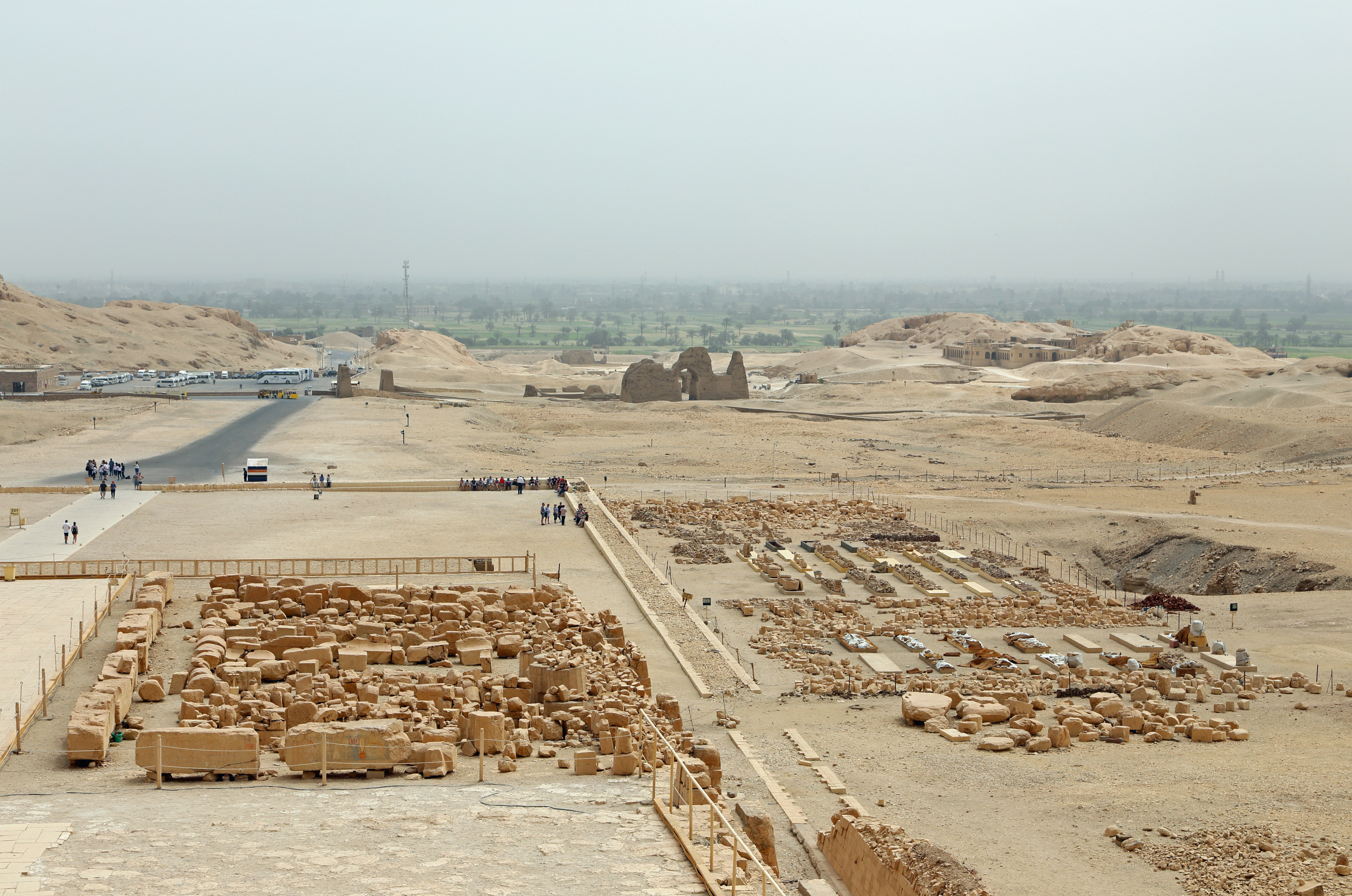
Algemeen gezicht op Deir el-Bahri vanop de tempel van Hatsjepsoet in de richting van de Nijlvallei

Een schachttombe van de 11e dynastie aan de zuidkant van het complex bevatte een bewaarplaats voor veertig koninklijke mummies. Deze waren door de priesters van de 21e dynastie hierheen verplaatst vanuit de Vallei der Koningen om verdere ontheiliging en plundering tegen te gaan. In de bewaarplaats werden de mummies van Ahmose, Amenhotep I, Thoetmosis I, Thoetmosis II, Thoetmosis III, Ramses I, Seti I, Ramses II, en Ramses IX. In een aparte kamer werden de mummies gevonden van leiders van de 21e dynastie, Pinedjem I, Pinedjem II en Siamoen. Later werden ook de mummies van de priesters in een tombe gevonden.

## Privé tombes
Er zijn bij Deir el-Bahri privé-tombes, de zogenaamde Graven der Edelen, daterend vanaf het Middenrijk tot aan de Ptolemaeën. De twee belangrijkste privé-tombes zijn die van Meketra. Zij bevatten vele beschilderde houten begrafenismodellen van het Middenrijk, het eerste canope in de vorm van een mensenhoofd en de onafgeronde tombe van Senmoet. Deze tombe was in de oudheid vernield, maar een aantal reliëfs zijn nog intact.